# 2011 UN411
2011 UN411, também escrito como 2011 UN411, é um objeto transnetuniano que está localizado no Cinturão de Kuiper, uma região do Sistema Solar. Ele possui uma magnitude absoluta de 9,2 e tem um diâmetro estimado com cerca de 64 km.

## Descoberta
2011 UN411 foi descoberto no dia 24 de outubro de 2011 pelo astrônomo M. Alexandersen.

## Órbita
A órbita de 2011 UN411 tem uma excentricidade de 0,209 e possui um semieixo maior de 42,279 UA. O seu periélio leva o mesmo a uma distância de 33,441 UA em relação ao Sol e seu afélio a 51,117 UA.